# 麴寶茂
麴寶茂（?—?），為古高昌國的君主，屬麴氏高昌之列，他於555年至561年在位。555年，西魏封麴寶茂田地公。年号有建昌。
王素認為是麴玄喜之孫、高昌和平王之子，李淑等人認為是麴嘉之子。